# Цаган-Тег
Цаган-Тег (Чаганьтеге; кит. 查干特格站, пін. Chāgāntègé Zhàn) — залізнична станція в КНР, розміщена на Цзінін-Ерляньській залізниці між станціями Ціхажигету і Сай-Ус.
Розташована в міському повіті Ерен-Хото автономного району Внутрішня Монголія. Відкрита в 1954 році.